# عثمان بن معمر
عثمان بن حَمَد بن مُعَمَّر الشهير بـ ابن مُعَمَّر (1142 - 1163هـ/ 1729 - 1750م)، هو أمير العُيَينة في بلاد نجد في بداية دعوة محمد بن عبد الوهَّاب، خَلَفَ الأميرُ عثمان أخاه الأميرَ محمد على إمارة العُيَينة عام 1142هـ، ليصبحَ الحاكم السادس عشر من أسرة آل مُعَمَّر للعُيَينة. قُتِلَ الأمير عثمان بعد صلاة الجمعة في مسجده في العُيَينة في الخامس عشر من شهر رجب عام 1163هـ الموافق 16 يونيو عام 1750م، وتولَّى بعد ذلك الإمارة الأمير مشاري بن إبراهيم بن عبد الله بن مُعَمَّر.

## نسبه وأسرته
هو عثمان بن حمد بن عبد الله بن محمد بن حمد بن عبد الله بن محمد بن مُعَمَّر بن حمد بن حسن بن طوق بن سيف آل مُعَمَّر من تميم، أنجب عبد الكريم وناصر والجوهرة، وهو جد الفقيه الحنبلي حمد بن ناصر بن عثمان بن مُعَمَّر التميمي.

## حكمه
خلف الأمير عثمان أخاه الأمير محمد على إمارة العيينة عام 1142 هـ ليصبح الحاكم السادس عشر من أسرة آل معمر للعيينة، عاصر دعوة محمد بن عبد الوهاب حيث قصده وقال له: «أرجو إن قمت بنصر لا إله إلا الله أن يظهرك الله تعالى وتملك نجد وأعرابها»، فوعده بمساعدته وقام بتأييده ومناصرته من خلال نفوذه وسيطرته على أغلب المناطق المحيطة حيث أصبح رئيس جيش الدعوة وقام بعدة معارك ضد معارضي الدعوة، بينما يقول خير الدين الزركلي أن الأمير عثمان تلكأ ففارقه ابن عبد الوهاب وهاجر إلى الدرعية سنة 1158 هـ، فندم عثمان ولحق به، وناصره في مواطن عدة وفاتل معه أعدائه،
فقد شارك عثمان في وقعة الخُرَيزة وهو موضعٌ بالرِّياض، ذلك أنَّ عبد العزيز بن محمد بن سعود سار بأهل الدرعية وقراها وأهل ضرما وسار عثمان بن معمر بأهل العُيينة وحُريملاء وقصَدُوا الرياضَ وخرجَ إليهم أهلُ الرياض فاقتتلوا قتالاً شديداً، كما اشترك في وقعةُ البطين، وذلك أنَّ عثمانَ بن معمَّر سار بأهل العيينة وحريملاء ،وعبدَ العزيز بن محمد بأهل الدرعيَّة وقُرَاها وأهل ضرما، والأمير على الجميع عثمان فساروا إلى ثرمداء وناشبوهم القتال وهُزِمَ أهل ثرمداءَ.
ويقال أن بعض رجاله من أنصار الشيخ تحققوه من نقضه العهد وموالاته أعدائهم فقتلوه سرًا بعد صلاة الجمعة حسب ما ذكر عثمان بن بشر في عنوان المجد في تاريخ نجد.